# 포항성모병원
포항성모병원(Pohang Saint Mary's Hospital)은 경상북도 포항시에 위치한 종합병원이자, 포항권역응급의료센터이다. 1977년 6월 3일, "가톨릭교회의 가르침을 실천"하고 "동해안 지역 주민들과 산업근로자들, 그리고 가난하고 소외된 사람들의 질병예방과 건강증진을 위하여" 설립됐다. 경상북도 포항시 남구 대잠동길 17에 위치하고 있다.

## 연혁
- 1977년 6월 3일 : 진료과목 12개과 130병상으로 개원